# 日本IBM野洲事業所
日本IBM野洲事業所（にほんアイビーエムやすじぎょうしょ）は滋賀県野洲市にかつて存在した、日本アイ・ビー・エム（米国IBMの日本法人）の事業所。
2005年8月に京セラに売却され、2007年7月本事業所は閉鎖された。

## 概要
滋賀県野洲市市三宅800番地に所在。
1970年着工、1971年に藤沢工場から移転したメインフレームの生産で操業を開始した。
最盛期の1981年は、大型ディスクの心臓部HDAから完成品の製造までを行っていた。当時は半導体からプロセッサまでの世界で唯一のコンピュータの一貫生産工場として絶頂期にあった。
当時の皇太子（平成天皇）を含め、累計20万人弱が訪れた。特に営業は毎日のように、半導体から最終製品までの生産工程を「コンピュータの基礎知識」というプログラムで案内した。「野洲に来ればコンピュータのすべてが分かる」とも言われていた。
しかし、メインフレームの地位低下により最終的に京セラに売却され閉鎖した。
現在は、京セラ滋賀野洲工場。

## 主な製品と技術
- 半導体 - 磁気ディスク装置用ロジック素子、PC用ロジック素子、プロジェクション・ディスプレイ用ライトバルブ素子
- 多層プリント配線基板 - PC用、磁気ディスク装置用、外販用、半導体パッケージ用
- 電子回路部品 - 磁気ディスク装置用、外販用、ネットワーク端末用、PC用
- 生産用機器 - TFTアレイテスター、LCDプロセス装置、画像処理ボード
- システム製品ソリューション - 自動オペレーション環境監視装置、コンピューター用電気・機械部品の開発
- System/370
- IBM 4341、IBM 4351プロセッサー
- IBM 3090プロセッサー
- IBM 9021プロセッサー

## 野洲研究所
- 1988年に日本IBM野洲事業所内に設立 [3]。英語名、Yasu Technology Application Laboratory。

製造部門に設立された研究所と言う位置づけであった。
- 主要研究対象 - 半導体と実装技術

半導体ではPS/55向けの漢字フォントROMやThinkPad向けインテルCPUのチップセットなどを開発し、日本IBM野洲事業所で製造した。

実装技術としては主にはThinkPad向けのSLC(Surface Laminar Circuit)と呼ぶビルドアップ工法の高密度プリント基板の設計・製造を行っていた。

## 野洲硬式野球部
詳細は、日本アイ・ビー・エム野洲硬式野球部を参照。

## 沿革
- 1970年（昭和45年）10月 - 野洲工場建設着工[4]
- 1971年（昭和46年）8月 - 工場操業開始[5]
- 1971年（昭和46年）12月 - 初の製品としてSLTカードの出荷開始[5]
- 1975年（昭和50年）11月 - 生産管理棟を完成
- 1976年（昭和51年）3月 - ESLIロジック・モジュールを初出荷
- 1976年（昭和51年）8月 - 高密度バイポーラ・ロジック・モジュールを初出荷
- 1978年（昭和53年）5月 - IBM3033プロセッサーを初出荷
- 1979年（昭和54年）6月 - IBM4331プロセッサーを客先向け初出荷
- 1979年（昭和54年）8月 - 皇太子ご夫妻（平成天皇）、野洲工場ご見学[6]
- 1979年（昭和54年）8月 - 増築を完了(生産、倉庫、動力の各棟)
- 1979年（昭和54年）3月 - IBM3033‐Nを初出荷
- 1981年（昭和56年）2月 - 第3期拡張工事完了
- 1981年（昭和56年）7月 - 操業10周年式典を行う
- 1982年（昭和57年）4月 - 第4期拡張工事竣工、生産管理棟を増築
- 1982年（昭和57年）8月 - IBM3081‐Kプロセッサーを初出荷
- 1983年（昭和58年）12月 - 半導体メモリー・チップを量産、出荷開始。素子からシステムまでの一貫生産を実現
- 1984年（昭和59年）10月 - 野洲硬式野球部が第11回社会人野球日本選手権大会に近畿地区代表として初出場
- 1985年（昭和60年）2月 - 第5期拡張工事に着工
- 1986年（昭和61年）5月 - 第5期増築工事竣工
- 1987年（昭和62年）7月 - 野洲硬式野球部が第58回都市対抗野球全国大会に野洲町代表として初出場
- 2005年（平成17年）8月 - 京セラに野洲事業所の施設、不動産を売却
- 2007年（平成19年）7月 - 野洲事業所閉鎖

## 野洲事業所の会社
株式会社アイテス
日本IBM野洲事業所の品質保証部門が母体
ディスプレイ・テクノロジー株式会社（DTI）
東芝と日本IBMの液晶合弁企業。インターナショナル ディスプレイ テクノロジー（IDTech）、エスティ・モバイルディスプレイを経て、現在は京セラ。
野洲セミコンダクター株式会社（YSC）
日本IBM野洲事業所の半導体製造部門が母体。セイコーエプソンの子会社、オムロンの子会社を経て現在はミツミ電機子会社のMMIセミコンダクター株式会社。

## アクセス
- JR東海道線（琵琶湖線）野洲駅北口より徒歩5分